# Regard caméra

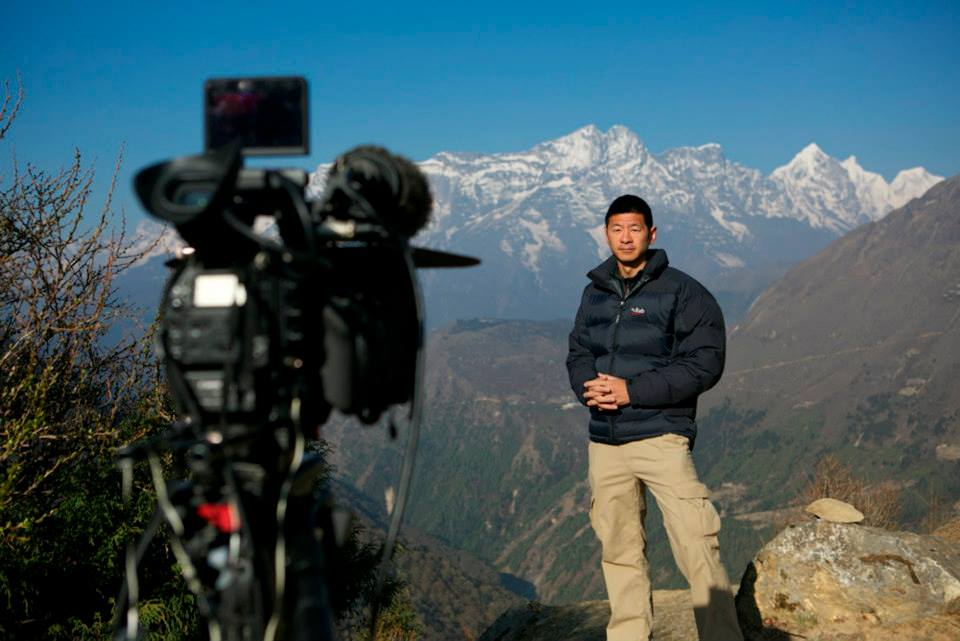
Enregistrement en regard caméra par Steve Chao, présentateur canadien de l'émission 101 East de la chaîne télévisée Al Jazeera English, dans l'Himalaya.

Un regard à la caméra, souvent appelé par parataxe regard caméra, désigne le croisement du regard d’un comédien filmé, ou plusieurs, avec l’axe optique de l’appareil de prises de vues.  S'il est involontaire, ce croisement est souvent considéré comme une faute de jeu, auquel cas le réalisateur fera enregistrer une autre prise de ce plan. Mais il peut aussi être volontaire et joué à un moment privilégié de la dramaturgie, précisément pour souligner une intention. Il crée alors un rapport spécifique entre le personnage et le futur public : filmé dans l’axe optique de la prise de vues, il correspond à l’axe optique du visionnage de chaque spectateur, lui donnant l’illusion que le personnage plonge ses yeux dans les siens.
La principale fonction du regard caméra est de prendre le spectateur à témoin, de rechercher sa complicité. Cette interpellation est illusoire, puisqu’un film est un spectacle enregistré, mais le public éprouve à la vue d’un film projeté une sensation de réalité telle qu’elle rend plausible cette rencontre. 

## Histoire
L'esthétique du cinéma primitif est un mélange issu à la fois de la photographie et du music-hall. Le ou les personnages évoluent selon une ligne perpendiculaire à l’axe optique de la caméra. Celle-ci reproduit la vision qu'a un spectateur devant un numéro de music-hall. C'est, comme l’appelle l'historien du cinéma Georges Sadoul, « le point de vue du Monsieur de l'orchestre (le parterre) qui voit tout le décor, du cintre à la rampe. » Ainsi, certains des premiers films (par exemple ceux que William Kennedy Laurie Dickson,tourne en 1894-1895) ont pour sujet soit des numéros de music-hall Luis Martinetti, contorsioniste, Carmencita, danseuse espagnole, Princesse Ali, danseuse égyptienne, Hadj Cheriff, jongleur aux couteaux, Danse impériale japonaise,  Serpentine Dance par Annabelle Moore, émule de Loïe Fuller), soit des sujets dans la tradition du cirque ou des tréteaux (Eugen Sandow, l'homme le plus fort du monde, Chats boxeurs, Combat de coqs, Danse du bison et Danse de l’esprit par la troupe d’Indiens du cirque de Buffalo Bill, etc.). Tous ces artistes s'exhibent comme ils le feraient sur scène, devant l'objectif du kinétographe, la première caméra qui a fait ses premiers bobineaux de films dès 1891. C'est Thomas Edison, inventeur et patron de Laurie Dickson, qui adopte pour la première fois le mot anglais « film » pour désigner la pellicule impressionnée. Certains artistes, comme les danseuses, regardent en direction de la caméra, reprenant une tradition du music-hall, un dialogue généralement muet entre l’artiste et son public, qui passe par le regard (par exemple le clin d’œil qui se veut charmeur et complice).
Il faut cependant remarquer que le regard du sujet dirigé vers ceux qui regardent existe avant même la photographie. Il est à la base du portrait peint tel qu'on le trouve dans la plus haute antiquité, quand le sujet représenté est censé fixer du regard le spectateur pour l'interpeller ou pour témoigner (de son autorité sur le lieu quand il s'agit d'un monarque éloigné ou de sa survie dans les cœurs quand il s'agit d'une personne décédée). 
En 1895, Louis Lumière réalise à son tour ses premières « vues photographiques animées », ainsi qu'il appelle ses bobineaux, et dans sa première fiction, le célèbre L'Arroseur arrosé, le petit chenapan prend à témoin le public, fixant la caméra du regard et riant d'avance de la farce qu'il va jouer au jardinier. Cette tradition se retrouve d’autant plus forte dans les films de Georges Méliès que celui-ci est issu directement de son théâtre d'illusion où il exécute des tours de magie. Dans ses premiers films, il commence toujours par saluer son public (regard caméra), et attire constamment son attention, comme il le faisait habituellement sur scène. À la fin du « numéro », il salue avec de nouveau un regard caméra très appuyé. Dans certains de ses films, on assiste même à une ouverture et une fermeture de rideau. Le regard caméra est ainsi un moyen de captiver le futur public du film en faisant tout pour donner aux spectateurs l'illusion d'un spectacle vivant.
Le visionnage des films se déroule dans un cadre qui n'a rien à voir avec les salles de cinéma que nous connaissons, lesquelles se multiplieront plus tard, dans les années 1910. Pour présenter au public les films produits par Thomas Edison et réalisés d'abord par Laurie Dickson, des salles sont ouvertes, les Kinetoscope Parlors, où individuellement les spectateurs regardent les films proposés, par l'œilleton d'un kinétoscope. D'autres lieux accueillent les films du cinéma primitif : le sous-sol du musée Grévin abrite le Théâtre optique d'Émile Reynaud, qui présente ses pantomimes lumineuses, les premiers dessins animés du cinéma, dessinés directement sur la pellicule, et projetés sur grand écran dès 1892. Les frères Lumière exhibent eux aussi leurs films dans le sous-sol du Grand Café à Paris. Très rapidement, leurs principaux clients sont les forains qui projettent sous des toiles de tente. Le cinéma est ainsi frappé dès sa naissance du sceau des spectacles les plus populaires. Et l'un des « outils » de prédilection des artistes qui règnent dans ces spectacles est l'interpellation du public afin de s'assurer de sa connivence et de sa complicité.
Transposé au cinéma, cet « outil » est le regard caméra.

## Utilisations
La technique du regard à la caméra est précise : le comédien doit regarder exactement le centre de la lentille frontale de l’objectif, et non pas vaguement en direction de la caméra. Un regard sur le compendium de l’appareil (le pare-soleil de l'objectif), ou sur le corps de la caméra, donnera à l’écran un regard divergent.
Le regard caméra est présent dans le cinéma dès les premiers films. Il est évité systématiquement par les cinéastes quand il s’agit de dérouler une trame dramatique dont le public veut profiter pleinement. Un film d’aventure n’a que faire, en général, d’un regard caméra qui interromprait la fascination du spectacle et surtout l’identification à l’un des personnages principaux, et notamment au héros ou à l’héroïne. Dans l’esprit du spectateur, un regard caméra impose l’équation suivante : « le personnage me regarde, donc je ne suis pas lui. Je reste simple spectateur ». 

### Regard de connivence
Dans les films que nous appelons aujourd’hui « documentaires », le regard à la caméra joue au contraire avec le principe suivant : « le personnage me regarde, il me prend à témoin ». En 1896, Alexandre Promio, l’un des opérateurs de Louis Lumière, rapporte ainsi de Jérusalem ce que les frères lyonnais nomment dans leur catalogue un « Panorama Lumière », qui est en fait un travelling avant la lettre. Alexandre Promio a juché sa caméra à l’arrière d’un wagon et filme le Départ en train de Jérusalem. Sur le quai, ceux qui l’ont accompagné et d’autres personnes le saluent d’un geste tandis que le train s’éloigne. Tous ces regards sont braqués sur la caméra, « ce salut revient en ricochet au public qui découvre ainsi le spectacle de ceux qui sont filmés et le fait que l’opérateur est aussi un spectacle pour ceux qu’il filme, instaurant par l’intermédiaire de la caméra une connivence entre le spectateur et ces gens de l’autre bout du monde. »
De même, en 1900, un réalisateur de Thomas Edison, James H. White, se lance dans la confection d’un panoramique vertical (de bas en haut puis de haut en bas) sur la Tour Eiffel, lors de l’Exposition universelle, Panorama sur la Tour Eiffel. James White ose ici une prise de vues que tout bon opérateur proscrivait à l’époque : diriger l’objectif vers le ciel. En effet, l’émulsion photosensible utilisée au cinéma était de type orthopanchromatique, qui rendait la couleur rouge en gris neutre (ce qui explique pourquoi les comédiens du cinéma primitif – hommes et femmes – se maquillaient les lèvres en noir, afin qu’on les distingue) et le bleu en un blanc délavé. Le ciel était évité, qui donnait un blanc uni (les nuages étaient donc invisibles), jugé inesthétique. Mais l’opérateur américain voulait absolument immortaliser la célèbre tour, qui devait être démontée après l’Exposition. Installé au Champ-de-Mars, il effectue sa prise de vues en deux temps. Lorsque la caméra montre par deux fois  le bas de la tour, des visiteurs regardent en direction de l’objectif (à l’époque, une caméra est un spectacle en soi). L’un d’eux, même, soulève respectueusement son canotier pour saluer l’opérateur. 
La complicité par le regard caméra n’est pas toujours porteuse de civilité. Dans À bout de souffle, Michel Poiccard (Jean-Paul Belmondo), au volant d’une voiture volée, s’adresse au spectateur via la caméra, pour livrer une réflexion : « Si vous n'aimez pas la mer... Si vous n'aimez pas la montagne... Si vous n'aimez pas la ville : allez vous faire foutre ! ». L'intention de Jean-Luc Godard est vraisemblablement de rendre son personnage plutôt sympathique. 
De la même façon, le début du film réalisé par Andrew Niccol, Lord of War, montre le personnage principal, un trafiquant d’armes, joué par Nicolas Cage, debout parmi des ruines, sur un tapis de douilles, qui livre sa philosophie de la vie et du commerce en fixant sur le spectateur un regard caméra bienveillant. « Dans le monde, un homme sur douze possède une arme. Le problème… c’est d’armer les onze autres ». Réflexion qui se veut pleine d’esprit mais qui révèle le cynisme du personnage.

### Appel à témoin
Dans les films de fiction, le regard caméra a été porté à un niveau supérieur par les films burlesques du tandem Laurel et Hardy. Les regards à la caméra d'Oliver Hardy sont là pour nous dire : « Voyez ce que je dois supporter ! », quand Stan Laurel se comporte avec une certaine débilité qui semble lui être naturelle. Prendre à témoin le public, c’est aussi ce que fait Charles Chaplin avec le personnage de Charlot. Dès que celui-ci risque un mauvais coup ou une arrestation, il lance un regard vers la caméra et « ses gestes se métamorphosent en fonction des circonstances avec une fluidité trompeuse. Le coup envoyé se transforme en figure de ballet lorsque la victime se fait menaçante, la main détrousseuse surprise par le détroussé abandonne son but initial et devient geste anodin destiné à enlever un peu de poussière, un cheveu sur l’habit. »
Dans des adaptations de pièces de théâtre, les apartés, répliques destinées au public et non aux autres personnages, peuvent être prononcées par les comédiens en regardant la caméra, comme le fait Laurence Olivier dans Richard III, adapté de la pièce de Shakespeare. S'inspirant de la prestation de Laurence Olivier, Louis de Funès en fait de même avec les apartés de L'Avare de Molière dans son film de 1980.
L'appel à témoin ressortit également de la tragédie. À la fin du film de François Truffaut, Les Quatre Cents Coups, le personnage d'Antoine Doinel, incarné par le tout jeune Jean-Pierre Léaud, s’évade du centre d’observation où il a été interné et, poursuivi, il se met à courir sur une plage pour rejoindre la mer qu’il découvre pour la première fois. Arrivé au contact de l’eau, il se retourne et regarde droit dans l’objectif de la caméra. Un arrêt sur image fige ce regard. Par ce moyen, Antoine fait-il appel à la compassion des spectateurs ?
Tragédie encore, qui se situe aussi à la fin d’un récit, celle de À bout de souffle, après la mort de Michel Poiccard, quand Patricia, qui l’a dénoncé, demande aux policiers quels ont été ses derniers mots. « Il a dit : vous êtes vraiment une dégueulasse », la jeune Américaine regarde droit dans l’objectif et demande : « Qu'est-ce que c'est, dégueulasse ? » Mais elle connaît sans doute déjà la réponse, car elle sait qu’elle a trahi un amour auquel elle se refusait. Cette prise de conscience, elle la fait partager au public « La jeune femme passe l’ongle de son pouce sur ses lèvres entrouvertes, un geste familier de Michel, lorsqu’il se regardait dans la glace en essayant de comprendre qui il était… »

### Subjectivité
Le regard caméra est aussi la conséquence du principe de réalisation d’un plan subjectif, qui impose au spectateur ce que voit l’un des personnages. « En 1947, dans le film La Dame du lac, l’acteur américain Robert Montgomery tente une expérience originale : il reprend le personnage de Philipp Marlow, le détective inventé par Raymond Chandler, et raconte une histoire complexe d’adultère, de crime et de disparition qu’il construit sur la seule base de plans subjectifs, empruntant tout au long du film les yeux du célèbre privé. Le film est bâti sur plusieurs flash backs, annoncés à plusieurs reprises par Philip Marlowe qui regarde droit dans l’objectif de la caméra, comme un présentateur de magazine télévisé. »
Dans le film d'Ingmar Bergman, Monika et le désir, réalisé en 1953, avant de tromper Harry, l’héroïne fixe un regard caméra que Jean-Luc Godard analyse : « Il faut avoir vu Monika rien que pour ces extraordinaires minutes où Harriet Andersson, avant de recoucher avec un type qu'elle avait plaqué, regarde fixement la caméra, ses yeux rieurs embués de désarroi, prenant le spectateur à témoin du mépris qu'elle a d'elle-même d'opter involontairement pour l'enfer contre le ciel. C'est le plan le plus triste de l'histoire du cinéma. »
En 1963, le comédien Jerry Lewis raconte une variante parodique et néanmoins fantastique du roman de Robert Louis Stevenson, L'Étrange Cas du docteur Jekyll et de M. Hyde, sous le titre français de Docteur Jerry et Mister Love (The Nutty Professor). Julius Kelp est professeur dans un collège dont il est la risée. Personnage ridicule, au comportement infantile, il tombe amoureux d’une élève et met au point un breuvage qui doit faire de lui un irrésistible séducteur, Buddy Love. La première fois où le monstre charmeur apparaît, c’est par l’intermédiaire d’un plan subjectif où le spectateur est à la place de Buddy Love qui s’avance dans la rue, provoquant le retournement de tous les gens qui le fixent en regard caméra, tantôt avec stupeur, tantôt avec admiration, tantôt avec crainte. Le contrechamp de ce plan subjectif montre un Julius Kelp devenu un bellâtre insupportable qui va subjuguer tout un chacun.
En 1999, le film réalisé par Sam Mendes, American Beauty, commence par un plan subjectif, livrant au spectateur la vision d’un personnage qu’il n’a pas encore vu, mais que la jeune fille désabusée qui braque sur lui un regard caméra, semble bien connaître puisqu’elle confie à cet interlocuteur mystérieux le secret de son cœur : elle déteste son père qui courtise les filles de son âge. La voix de l’inconnu, en off, lui demande si elle serait d’accord pour qu’il la débarrasse de ce père dont elle réprouve la déviation sexuelle (injustement, comme le montre la suite du récit). Le spectateur se trouve en principe dans la peau d’un futur assassin, mais c’est un leurre dramatique (en anglais red herring) car l’assassin ne sera pas celui qui se dit prêt à tuer.